# Либерално-демократичен съюз
Либерално-демократичен съюз /ЛДС/ е учреден на 10 юли 1998 г. с почетен председател експрезидента Желю Желев. Включва Движението за права и свободи (ДПС) на Ахмед Доган, „Нов избор“ на Димитър Луджев, „Нова демокрация“ – отцепила се от Български бизнес блок, Свободна Радикалдемократическата партия (извън СДС) на Кирил Бояджиев и Либерална алтернатива – основана от президента Желев. През 2001 г., в изборите за президент, Съюзът подкрепя кандидатурата за втори мандат на Петър Стоянов, но Либералнодемократична алтернатива (ЛДА) с председател Румен Данов взема решение да напусне коалицията и да не го подкрепи.